# Pinnacle Peak Pictures
Pinnacle Peak Pictures je američka  nezavisna tvrtka koja proizvodi i distribuira  filmove o kršćanstvu, i posjeduje vlastiti televizijski studio i ima sjedište u  Scottsdali, Arizoni. Tvrtka proizvodi, distribuira, kupuje i prodaje kršćanske i  prijateljsko-obiteljske filmove.

## Povijest
Pinnacle Peak Pictures je osnovan  2005. od Davida Whitea, Michaela Scotta,  Russela Wolfea i Elizabethe Travise.
Od svog osnutka, tvrtka je napravila mnogo filmova kao The Wager, Home Beyond the Sun, In the Blink of an Eye, Sarah's Choice, A Greater Yes: The Story of Amy Newhouse, The Book of Ruth: Journey of Faith, Holyman Undercover i Samsona. 
Tvrtka je napravila Jerusalem Countdown u  2011. u suradnji s 10 West Studios.
Također su producirali prve dvije sezone TBN-ovih Travel the Road. God's Not Dead ( 2014.) u kojima su glumili Kevin Sorbo, Shane Harper i Dean Cain Film je zaradio $60 milijuna dolara U.S. box-office i bio je pušten u digitalnom formatu Lionsgate 5. kolovoza, 2014.
Pred kraj 2015-te, Pinnacle Peak Pictures ima vlastitu kazališnu distributcijsku opremu. Pred kraj Filmovi u 2016., Pure Flix je počeo raditi filmove  kućnoučenike za obitelji koje uče svoju djecu kod kuće i tako radi gledajtelja odlučili izbrisati riječi poput "pakla" i "kvragu" iz svojih filmova. Tvrtka se udružila s Nacionalnim Latinokršćanskim Savezom za davanje otvorenih prilika latinskim glumcima za obećavajuću medijsku prezentaciju za Latinoameričku zajednicu.

## Filmovi i serije

### 2000.-tih
- Travel the Road (televizijska serija, 2003. – danas)
- Home Beyond the Sun (20. veljače, 2004.)
- Hugglers: Holiday Special (20. ožujka, 2007.)
- Hugglers: Adventure #1 A Friend in Need (27. ožujka, 2007.)
- Hugglers: Adventure #2 Jesus Loves His Children (27. ožujka, 2007.)
- Hidden Secrets (20. ožujka, 2007.)
- The Wager (15. lipnja, 2007.)
- Christmas Memories (31. prosinca, 2007.)
- The Imposter (12. listopada, 2008.)
- Matchmaker Mary (24. travnja, 2009.)
- A Greater Yes: The Story of Amy Newhouse (28. svibnja, 2009.)
- Sarah's Choice (1. studeni, 2009.)
- In the Blink of an Eye (17. studeni, 2009.)
- The Book of Ruth: Journey of Faith (15. prosinca, Film u 2009.)

### 2010ih
- Holyman Undercover (10. travnja, 2010.)
- What If... (20. kolovoza, 2010.)[13]
- The Bill Collector (3. rujna, 2010.)
- The Encounter (3. svibnja, 2011.)
- Jerusalem Countdown (26. kolovoza, 2011.)[14]
- Ghost Soldiers (26. travnja, 2012.)
- Apostle Peter and the Last Supper (21. veljače, 2012.)[15]
- The Mark (16. listopada, 2012.)
- The Mark 2: Redemption (7. svibnja, 2013.)
- The Book of Esther (11. lipnja, 2013.)[16]
- The Book of Daniel (1. listopada, 2013.)[17]
- God's Not Dead (21. ožujka, 2014.)[18]
- Do You Believe? (March 20, 2015)[19]
- Old Fashioned (6. veljače, 2015.)
- Faith of Our Fathers (July 1, 2015)
- Woodlawn (16. listopafa, 2015.)[20]
- God's Not Dead 2 (April 1, 2016)
- Hillsong: Let Hope Rise (September 16, 2016)
- I'm Not Ashamed (October 21, 2016)
- The Case for Christ (April 7, 2017)[21]
- Same Kind of Different as Me (October 20, 2017)
- Samson (16. veljače, 2018.)
- God's Not Dead: A Light in Darkness (30. ožujka, 2018.)
- Unbroken: Path to Redemption (5. listopada, 2018.)

## Vanjske poveznice
- Službene stranice